# VTB United League 2022-23
La VTB United League 2022-23 fue la decimoquinta edición de la VTB United League, competición internacional de baloncesto creada con el objetivo de unir las ligas nacionales de los países del Este de Europa en una única competición. Es también la décima edición que funciona además como el primer nivel del baloncesto en Rusia a efectos de clasificación para competiciones europeas. Participan doce equipos, diez de ellos rusos, uno de Kazajistán y otro de Bielorrusia. El campeón fue el Unics Kazan, que lograba su primer título.

## Equipos
Un total de 12 equipos de cinco países compiten en la liga, diez de ellos que ya compitieron la temporada anterior, a los que se les añaden esta temporada el BK Samara y el PBC MBA Moscú. Otros dos equipos rusos (BC Uralmash Yekaterinburg y Runa Moscow) también solicitaron participar, pero no cumplieron con los requisitos para unirse a la liga.
| Equipo             | Ciudad          | Pabellón                      | Capacidad |
| ------------------ | --------------- | ----------------------------- | --------- |
| Astana             | Astaná          | Saryarka Velodrome            | 9,270     |
| Avtodor Saratov    | Sarátov         | Kristall Ice Sports Palace    | 6,100     |
| CSKA Moscú         | Moscú           | Universal Sports Hall CSKA    | 5,500     |
| Enisey Krasnoyarsk | Krasnoyarsk     | Arena Sever                   | 4,000     |
| PBC MBA Moscú      | Moscú           | Krylatskoye Sports Palace     | 5,000     |
| Lokomotiv Kuban    | Krasnodar       | Basket-Hall                   | 7,500     |
| Nizhny Novgorod    | Nizhni Nóvgorod | Trade Union Sport Palace      | 5,600     |
| Parma              | Perm            | Universal Sports Palace Molot | 7,000     |
| Samara             | Samara          | Ice Sports Palace             | 5,000     |
| Tsmoki Minsk       | Minsk           | Minsk Arena                   | 15,000    |
| UNICS              | Kazán           | Basket Hall Arena             | 7,500     |
| Zenit              | San Petersburgo | Sibur Arena                   | 7,044     |

## Primera fase

### Clasificación
Actualizado:23 de enero de 2023
| Pos. | Equipo                 | PJ | G  | P  | PF   | PC   | DP   | Pts | Clasificación          |
| ---- | ---------------------- | -- | -- | -- | ---- | ---- | ---- | --- | ---------------------- |
| 1    | CSKA Moscú             | 22 | 22 | 0  | 2165 | 1633 | +532 | 44  | Clasificado al Grupo A |
| 2    | UNICS                  | 22 | 20 | 2  | 1927 | 1583 | +344 | 42  | Clasificado al Grupo A |
| 3    | Zenit Saint Petersburg | 22 | 16 | 6  | 1816 | 1563 | +253 | 38  | Clasificado al Grupo A |
| 4    | Pari Nizhny Novgorod   | 22 | 13 | 9  | 1659 | 1647 | +12  | 35  | Clasificado al Grupo A |
| 5    | MBA Moscú              | 22 | 13 | 9  | 1743 | 1705 | +38  | 35  | Clasificado al Grupo A |
| 6    | Lokomotiv-Kuban        | 22 | 12 | 10 | 1724 | 1689 | +35  | 34  | Clasificado al Grupo A |
| 7    | Samara                 | 22 | 9  | 13 | 1706 | 1688 | +18  | 31  | Clasificado al Grupo B |
| 8    | PARMA-PARI             | 22 | 9  | 13 | 1735 | 1800 | −65  | 31  | Clasificado al Grupo B |
| 9    | Avtodor                | 22 | 7  | 15 | 1751 | 1841 | −90  | 29  | Clasificado al Grupo B |
| 10   | Enisey                 | 22 | 6  | 16 | 1623 | 1772 | −149 | 28  | Clasificado al Grupo B |
| 11   | Astana                 | 22 | 4  | 18 | 1434 | 1902 | −468 | 26  | Clasificado al Grupo B |
| 12   | MINSK                  | 22 | 1  | 21 | 1338 | 1798 | −460 | 23  | Clasificado al Grupo B |

 Fuente: VTB United League

### Resultados
| Local \ Visitante       | AST    | AVT    | CSK    | ENI    | LOK    | MBA    | MIN    | NIZ    | PAR    | SAM   | UNI   | ZEN    |
| ----------------------- | ------ | ------ | ------ | ------ | ------ | ------ | ------ | ------ | ------ | ----- | ----- | ------ |
| Astana                  | —      | 70–69  | 64–101 | 57–88  | 67–98  | 69–103 | 77–48  | 60–80  | 84–72  | 51–99 | 41–79 | 75–93  |
| Avtodor                 | 94–72  | —      | 75–102 | 86–81  | 84–100 | 72–68  | 88–77  | 69–71  | 94–95  | 74–69 | 71–83 | 91–79  |
| CSKA Moscú              | 100–72 | 103–76 | —      | 102–66 | 94–80  | 110–78 | 107–63 | 107–63 | 109–71 | 95–82 | 92–79 | 100–80 |
| Enisey                  | 89–76  | 88–84  | 81–109 | —      | 69–71  | 85–80  | 61–63  | 82–90  | 74–76  | 72–65 | 79–89 | 61–89  |
| Lokomotiv-Kuban         | 73–53  | 89–76  | 64–84  | 75–71  | —      | 73–86  | 74–56  | 63–73  | 88–86  | 79–70 | 70–82 | 62–68  |
| MBA Moscú               | 81–59  | 85–70  | 75–92  | 89–76  | 89–76  | —      | 81–62  | 55–88  | 102–87 | 71–60 | 81–97 | 76–75  |
| Minsk                   | 65–76  | 72–97  | 66–101 | 36–54  | 70–92  | 61–76  | —      | 57–68  | 48–77  | 68–80 | 54–58 | 66–91  |
| Pari Nizhny Novgorod    | 86–59  | 74–69  | 79–109 | 73–67  | 93–79  | 80–87  | 84–67  | —      | 78–73  | 52–90 | 57–75 | 67–72  |
| PARMA-PARI              | 94–74  | 89–83  | 74–83  | 88–75  | 85–92  | 78–70  | 85–62  | 85–83  | —      | 81–83 | 82–89 | 60–65  |
| Samara                  | 93–58  | 87–82  | 72–85  | 92–86  | 77–80  | 74–82  | 78–71  | 60–83  | 80–63  | —     | 74–86 | 70–82  |
| UNICS                   | 109–54 | 95–76  | 93–95  | 104–59 | 83–75  | 74–66  | 102–53 | 86–71  | 93–74  | 94–86 | —     | 95–94  |
| Zenit Saint Petersburgo | 88–66  | 92–71  | 80–85  | 78–59  | 73–71  | 87–62  | 91–53  | 76–66  | 91–60  | 93–65 | 79–82 | —      |

## Segunda fase
Actualizado, 1 de abril de 2023

### Grupo A
| Pos. | Equipo                 | PJ | G  | P  | GF   | GC   | DG   | Pts | Clasificación             |  | CSK     | UNI   | ZEN   | NIZ   | LOK    | MBA   |
| ---- | ---------------------- | -- | -- | -- | ---- | ---- | ---- | --- | ------------------------- |  | ------- | ----- | ----- | ----- | ------ | ----- |
| 1    | CSKA Moscú             | 32 | 30 | 2  | 3060 | 2417 | +643 | 62  | Clasificado para playoffs |  | —       | 91–77 | 86–90 | 76–75 | 94–74  | 94–70 |
| 2    | UNICS                  | 32 | 24 | 8  | 2724 | 2406 | +318 | 56  | Clasificado para playoffs |  | 112–104 | —     | 69–80 | 86–85 | 70–103 | 73–58 |
| 3    | Zenit Saint Petersburg | 32 | 23 | 9  | 2621 | 2313 | +308 | 55  | Clasificado para playoffs |  | 69–72   | 83–78 | —     | 83–67 | 90–92  | 73–71 |
| 4    | Pari Nizhny Novgorod   | 32 | 17 | 15 | 2392 | 2409 | −17  | 49  | Clasificado para playoffs |  | 70–89   | 78–68 | 79–70 | —     | 75–70  | 55–69 |
| 5    | Lokomotiv-Kuban        | 32 | 17 | 15 | 2523 | 2470 | +53  | 49  | Clasificado para playoffs |  | 66–98   | 78–70 | 74–77 | 80–82 | —      | 73–65 |
| 6    | MBA Moscú              | 32 | 15 | 17 | 2413 | 2504 | −91  | 47  | Clasificado para playoffs |  | 81–91   | 63–94 | 62–90 | 71–67 | 60–89  | —     |

 Fuente: VTB United League

### Grupo B
| Pos. | Equipo     | PJ | G  | P  | PF   | PC   | DP   | Pts | Clasificación                 |       | PAR   | AVT   | SAM   | ENI   | AST   | MIN   |
| ---- | ---------- | -- | -- | -- | ---- | ---- | ---- | --- | ----------------------------- | ----- | ----- | ----- | ----- | ----- | ----- | ----- |
| 1    | PARMA-PARI | 32 | 16 | 16 | 2498 | 2530 | −32  | 48  | Clasificado para los playoffs |       | —     | 83–91 | 72–67 | 79–78 | 94–59 | 82–67 |
| 2    | Avtodor    | 32 | 15 | 17 | 2553 | 2598 | −45  | 47  | Clasificado para los playoffs |       | 85–59 | —     | 93–83 | 58–73 | 79–70 | 78–70 |
| 3    | Samara     | 32 | 13 | 19 | 2514 | 2452 | +62  | 45  |                               |       | 74–77 | 83–87 | —     | 69–74 | 89–75 | 90–56 |
| 4    | Enisey     | 32 | 14 | 18 | 2394 | 2445 | −51  | 46  |                               | 81–76 | 82–86 | 79–74 | —     | 77–67 | 75–55 |       |
| 5    | Astana     | 32 | 5  | 27 | 2736 | 2310 | +426 | 37  |                               | 73–74 | 73–80 | 73–92 | 67–83 | —     | 86–82 |       |
| 6    | MINSK      | 32 | 3  | 29 | 2566 | 2365 | +201 | 35  |                               | 55–67 | 81–65 | 78–87 | 42–69 | 84–69 | —     |       |

 Fuente: VTB United League

## Playoffs
|  | Cuartos de final | Cuartos de final       | Cuartos de final | Cuartos de final       | Cuartos de final | Cuartos de final | Cuartos de final |             |    | Semifinales | Semifinales | Semifinales | Semifinales | Semifinales | Semifinales | Semifinales | Semifinales | Semifinales  |              |              | Final        | Final                  | Final        | Final        | Final        | Final        | Final | Final | Final |  |
|  |                  |                        |                  |                        |                  |                  |                  |             |    |             |             |             |             |             |             |             |             |              |              |              |              |                        |              |              |              |              |       |       |       |  |
|  |                  |                        |                  |                        |                  |                  |                  |             |    |             |             |             |             |             |             |             |             |              |              |              |              |                        |              |              |              |              |       |       |       |  |
|  | 1                | CSKA Moscow            | 103              | 111                    | 76               |                  |                  |             |    |             |             |             |             |             |             |             |             |              |              |              |              |                        |              |              |              |              |       |       |       |  |
|  | 1                | CSKA Moscow            | 103              | 111                    | 76               |                  |                  |             |    |             |             |             |             |             |             |             |             |              |              |              |              |                        |              |              |              |              |       |       |       |  |
|  | 8                | Avtodor                | 68               | 85                     | 67               |                  |                  |             |    |             |             |             |             |             |             |             |             |              |              |              |              |                        |              |              |              |              |       |       |       |  |
|  | 8                | Avtodor                | 68               | 85                     | 67               |                  | 1                | CSKA Moscow | 87 | 83          | 81          | 79          | 68          | 98          | 100         |             |             |              |              |              |              |                        |              |              |              |              |       |       |       |  |
|  |                  |                        |                  |                        |                  |                  |                  | CSKA Moscow | 87 | 83          | 81          | 79          | 68          | 98          | 100         |             |             |              |              |              |              |                        |              |              |              |              |       |       |       |  |
|  |                  |                        | 5                | Lokomotiv-Kuban        | 84               | 84               | 84               | 73          | 85 | 75          | 103         |             |             |             |             |             |             |              |              |              |              |                        |              |              |              |              |       |       |       |  |
|  | 4                | Nizhny Novgorod        | 5                | Lokomotiv-Kuban        | 84               | 84               | 84               | 73          | 85 | 75          | 103         | 81          | 72          | 81          |             |             |             |              |              |              |              |                        |              |              |              |              |       |       |       |  |
|  | 4                | Nizhny Novgorod        |                  |                        |                  |                  |                  |             |    |             |             |             |             | 81          |             |             |             |              |              |              |              |                        |              |              |              |              |       |       |       |  |
|  | 5                | Lokomotiv-Kuban        | 93               | 77                     | 92               |                  |                  |             |    |             |             |             |             |             |             |             |             |              |              |              |              |                        |              |              |              |              |       |       |       |  |
|  | 5                | Lokomotiv-Kuban        | 93               | 77                     | 92               |                  |                  |             |    |             |             |             |             |             |             |             |             | 2            | UNICS        | 76           | 79           | 82                     | 90           | 98           | —            | —            |       |       |       |  |
|  |                  |                        |                  |                        |                  |                  |                  |             |    |             |             |             |             |             |             |             |             |              | UNICS        | 76           | 79           | 82                     | 90           | 98           | —            | —            |       |       |       |  |
|  |                  |                        | 5                | Lokomotiv-Kuban        | 88               | 76               | 81               | 88          | 89 | —           | —           |             |             |             |             |             |             |              |              |              |              |                        |              |              |              |              |       |       |       |  |
|  | 2                | UNICS                  | 5                | Lokomotiv-Kuban        | 88               | 76               | 81               | 88          | 89 | —           | —           | 101         | 94          | 73          |             |             |             |              |              |              |              |                        |              |              |              |              |       |       |       |  |
|  | 2                | UNICS                  |                  |                        |                  |                  |                  |             |    |             |             |             |             | 73          |             |             |             |              |              |              |              |                        |              |              |              |              |       |       |       |  |
|  | 7                | PARMA-PARI             | 76               | 59                     | 52               |                  |                  |             |    |             |             |             |             |             |             |             |             |              |              |              |              |                        |              |              |              |              |       |       |       |  |
|  | 7                | PARMA-PARI             | 76               | 59                     | 52               |                  | 2                | UNICS       | 94 | 68          | 71          | 77          | 78          | 80          | 80          |             |             | Tercer lugar | Tercer lugar | Tercer lugar | Tercer lugar | Tercer lugar           | Tercer lugar | Tercer lugar | Tercer lugar | Tercer lugar |       |       |       |  |
|  |                  |                        |                  |                        |                  |                  |                  | UNICS       | 94 | 68          | 71          | 77          | 78          | 80          | 80          |             |             | Tercer lugar | Tercer lugar | Tercer lugar | Tercer lugar | Tercer lugar           | Tercer lugar | Tercer lugar | Tercer lugar | Tercer lugar |       |       |       |  |
|  |                  |                        | 3                | Zenit Saint Petersburg | 67               | 59               | 83               | 104         | 63 | 82          | 79          |             |             |             |             |             |             |              |              |              |              |                        |              |              |              |              |       |       |       |  |
|  | 3                | Zenit Saint Petersburg | 3                | Zenit Saint Petersburg | 67               | 59               | 83               | 104         | 63 | 82          | 79          | 61          | 87          | 86          | 99          |             |             |              | 1            | CSKA Moscú   | 66           | 85                     | 71           | 77           | 82           | —            | —     |       |       |  |
|  | 3                | Zenit Saint Petersburg |                  |                        |                  |                  |                  |             |    |             |             |             |             | 86          | 99          |             |             |              | 1            | CSKA Moscú   | 66           | 85                     | 71           | 77           | 82           | —            | —     |       |       |  |
|  | 6                | MBA Moscow             | 65               | 60                     | 61               | 80               |                  |             |    |             |             |             |             |             |             |             |             |              |              |              | 3            | Zenit Saint Petersburg | 86           | 61           | 60           | 72           | 79    | —     | —     |  |
|  | 6                | MBA Moscow             | 65               | 60                     | 61               | 80               |                  |             |    |             |             |             |             |             |             |             |             |              |              |              | 3            | Zenit Saint Petersburg | 86           | 61           | 60           | 72           | 79    | —     | —     |  |
|  |                  |                        |                  |                        |                  |                  |                  |             |    |             |             |             |             |             |             |             |             |              |              |              |              |                        |              |              |              |              |       |       |       |  |

Source: VTB United League

## Galardones
| Premio                          | Jugador            | Equipo                 | Ref.   |
| ------------------------------- | ------------------ | ---------------------- | ------ |
| MVP de la VTB United League     | Nikola Milutinov   | CSKA Moscow            | [ 4 ]  |
| MVP de los Playoffs             | Nenad Dimitrijević | UNICS                  | [ 5 ]  |
| Mejor anotador                  | Malik Newman       | Avtodor                | [ 6 ]  |
| Mejor Jugador Joven             | Andrey Martiuk     | Lokomotiv-Kuban        | [ 7 ]  |
| Entrenador del Año              | Emil Rajković      | CSKA Moscú             | [ 8 ]  |
| Mejor actuación de la temporada | Justin Roberson    | PARMA-PARI             | [ 9 ]  |
| Mejor Sexto Hombre              | Jalen Reynolds     | UNICS                  | [ 10 ] |
| Jugador Defensivo del Año       | Evgeny Baburin     | Pari Nizhny Novgorod   | [ 11 ] |
| Debutante del Año               | Thomas Heurtel     | Zenit Saint Petersburg | [ 12 ] |

### MVP del mes
| Mes       | Jugador          | Equipo                 | Ref.   |
| 2022      | 2022             | 2022                   | 2022   |
| --------- | ---------------- | ---------------------- | ------ |
| Octubre   | Nikola Milutinov | CSKA Moscow            | [ 13 ] |
| Noviembre | Thomas Heurtel   | Zenit Saint Petersburg | [ 14 ] |
| Diciembre | Jalen Reynolds   | UNICS                  | [ 15 ] |
| 2023      |                  |                        |        |
| Enero     | Alexey Shved     | CSKA Moscow            | [ 16 ] |
| Febrero   | Malik Newman     | Avtodor                | [ 17 ] |
| Marzo     | Isaiah Reese     | PARMA-PARI             | [ 18 ] |